# Piz Pisoc
Piz Pisoc är en bergstopp i Schweiz.   Den ligger i regionen Engiadina Bassa/Val Müstair och kantonen Graubünden, i den östra delen av landet, 220 km öster om huvudstaden Bern. Toppen på Piz Pisoc är 3 173 meter över havet.
Terrängen runt Piz Pisoc är huvudsakligen bergig. Runt Piz Pisoc är det glesbefolkat, med 10 invånare per kvadratkilometer.. Närmaste större samhälle är Scuol, 6,1 km norr om Piz Pisoc. 
Trakten runt Piz Pisoc består i huvudsak av gräsmarker.